# Envigado FC
Envigado Fútbol Club är en colombiansk fotbollsklubb.

## Kända tidigare spelare
Se också Spelare i Envigado Fútbol Club
- Fredy Guarín
- James Rodriguez